# Zalissea, Brovarî
Zalissea (în ucraineană Залісся) este un sat în comuna Bohdanivka din raionul Brovarî, regiunea Kiev, Ucraina.

## Demografie
Componența lingvistică a localității Zalissea
     Ucraineană (97,15%)
     Rusă (2,85%)
Conform recensământului din 2001, majoritatea populației localității Zalissea era vorbitoare de ucraineană (97,15%), existând în minoritate și vorbitori de rusă (2,85%).